# Estadio Pedro Chávez
El Estadio Pedro Chávez o bien Estadio Pedro Rafael Chávez, es el nombre que recibe un recinto deportivo multipropósito localizado en la ciudad de San Antonio del Táchira, en los Andes del país sudamericano de Venezuela, específicamente en el Estado Táchira cerca de la frontera con Colombia. Es usado principalmente para la práctica del fútbol.
Es sede habitual del equipo local Club Deportivo San Antonio, Real Frontera Sport Club y en el pasado lo fue también del ya desaparecido Unión Atlético San Antonio hasta que este fue vendido y se fusionó con el Atlético Socopó Fútbol Club. Tiene capacidad para recibir hasta 10 mil espectadores y puestos para 3000 personas.